# Video Phone
"Video Phone" är en sång av amerikanska R&B-sångerskan Beyoncé från hennes tredje album I Am... Sasha Fierce från 2008. Låten släpptes som åttonde och sista singel från hennes album. En remix som heter Extended remix som Lady Gaga är med och sjunger i släpptes senare. Lady Gaga medverkar i musikvideon och då är det Extended remix versionen av låten som framförs i musikvideon.

## Bakgrund
"Video Phone" skrevs av Beyoncé Knowles, Shondrae Crawford och Sean Garrett, samt Lady Gaga i den remixade versionen. Låten producerades av Bangladesh, The Pen och Knowles. Låten skickades ursprungligen till amerikansk radio den 22 september 2009. Släppet återkallades dock därefter, och senare i oktober 2009 avslöjade Life & Style att Knowles och Lady Gaga samarbetade på en remixad version av låten. I den remixade versionen byter Knowles och Gaga verser med varandra. Remixen inkluderades på deluxeversionen av albumet som släpptes 2009.
Musikalmässigt sett består låten av en enkel text med gömda insinuationer och den backas av tunna beats. Knowles och Gaga stönar och yttrar flämtningar när de sjunger låten. Chris Willman från Yahoo! skrev att texten handlar om ett "firande av Skype-sex och att starta en soloshow på kamera för en kille man precis träffade på klubben." I den remixade versionen sjunger Gaga verser som "You my phone star. And I'm happy when my lights flashin'". Enligt notblad publicerade på Musicnotes.com av Hal Leonard Publishing, är låten skriven i tonarten A-moll. Den utspelar sig i taktarten fyrtakt och innehar ett tempo på 120 taktslag per minut.

## Topplistor
| Topplista                 | Högsta position |
| ------------------------- | --------------- |
| Australiska singellistan  | 66              |
| Australiska urbanlistan   | 20              |
| Brittiska R&B-listan      | 21              |
| Brittiska singellistan    | 58              |
| Spanska singellistan      | 26              |
| USA Hot Dance Club Songs  | 9               |
| USA Hot R&B/Hip-Hop Songs | 37              |

| Topplista (2008)              | Position |
| ----------------------------- | -------- |
| USA Hot Dance Club Play Songs | 36       |

| Topplista                      | Högsta position |
| ------------------------------ | --------------- |
| Australiska singellistan       | 31              |
| Australiska urbanlistan        | 9               |
| Belgiska tiplistan (Flandern)  | 4               |
| Belgiska tiplistan (Vallonien) | 14              |
| Brittiska R&B-listan           | 36              |
| Nya Zeelands singellista       | 32              |
| Tjeckiska airplaylistan        | 39              |
| USA Billboard Hot 100          | 65              |
| USA Hot Dance Club Songs       | 1               |